# Cumberland (Kentucky)
Cumberland é uma cidade localizada no estado americano de Kentucky, no Condado de Harlan.

## Demografia
Segundo o censo americano de 2000, a sua população era de 2611 habitantes.
Em 2006, foi estimada uma população de 2336, um decréscimo de 275 (-10.5%).

## Geografia
De acordo com o United States Census Bureau tem uma área de
11,9 km², dos quais 11,9 km² cobertos por terra e 0,0 km² cobertos por água.

## Localidades na vizinhança
O diagrama seguinte representa as localidades num raio de 20 km ao redor de Cumberland.